# Tour de Lombardie 1986
La 80e édition du Tour de Lombardie s'est déroulée le 18 octobre 1986. La course a été remportée par le coureur italien Gianbattista Baronchelli qui signe une seconde victoire sur cette classique. Le parcours s'est déroulé entre Côme et Milan sur une distance de 262 kilomètres.

## Présentation

### Favoris
L'Irlandais Sean Kelly, vainqueur de l'édition précédente ainsi qu'en 1983, fait figure de grand favori.

## Déroulement de la course
Un groupe de six coureurs rallie Milan avec une avance considérable. Dans ce groupe, se trouve le sprinter irlandais Sean Kelly qui a remporté la course en 1985. Sous la banderole annonçant les deux derniers kilomètres, Gianbattista Baronchelli place une attaque qui s'avère décisive, les cinq autres coureurs se neutralisant et ne voulant pas ramener Kelly. Celui-ci remporte logiquement le sprint de ce groupe et termine donc deuxième. Le vétéran Baronchelli (33 ans) remporte sa seconde victoire neuf années après son premier succès en Lombardie. Sur les 168 coureurs partants, seulement 31 terminent la course.

## Classement final
| Pos. | Coureur                  | Équipe                      | Temps           |
| ---- | ------------------------ | --------------------------- | --------------- |
| 1    | Gianbattista Baronchelli | Del Tongo-Colnago           | 7 h 07 min 07 s |
| 2    | Sean Kelly               | KAS-Mavic                   | à 15 s          |
| 3    | Phil Anderson            | Panasonic                   | m.t.            |
| 4    | Leo Schönenberger        | Dromedario-Laminox-Fibok    | m.t.            |
| 5    | Acácio da Silva          | Malvor-Bottecchia-Vaporella | m.t.            |
| 6    | Flavio Giupponi          | Del Tongo-Colnago           | m.t.            |
| 7    | Jörg Müller              | KAS-Mavic                   | à 7 min 03 s    |
| 8    | Alfred Achermann         | KAS-Mavic                   | à 7 min 34 s    |
| 9    | Luciano Rabottini        | Vini Ricordi                | m.t.            |
| 10   | Niki Rüttimann           | La Vie Claire-Radar         | m.t.            |